# Famille de Saint-Pern
La famille de Saint-Pern est une famille subsistante de la noblesse française originaire de Bretagne. Elle est de noblesse d'extraction chevaleresque sur une filiation suivie remontant à 1330>.
Elle compte parmi ses membres un évêque, des officiers généraux et deux députés.

## Histoire
La famille de Saint-Pern est originaire de Bretagne (Saint-Malo et Rennes). Elle tire son nom de la paroisse de Saint-Pern, commune d'Ille-et-Vilaine au sud de Dinan. 
Sa filiation suivie remonte à 1330,.

## Noblesse
Elle est d'extraction féodale en 1330, maintenue noble par arrêt de la chambre de réformation de la noblesse de Bretagne le 13 décembre 1668 et le 9 mars 1669. Les preuves sont apportées pour Saint-Cyr en 1726, pour les pages de la Grande Ecurie le 8 avril 1704, les chevau-légers de la garde en 1757, pour l’enfant-Jésus à Paris le 5 septembre 1738. Elle reçoit les honneurs de la Cour le 12 mars 1787.

## Filiation
Ci-dessous, une filiation simplifiée de la famille de Saint-Pern.
- Louis de Saint-Pern, seigneur de Ligouyer, chevalier. Il épouse vers 1280 Havoise de Mauny. (non rattaché à la filiation prouvée)
  - Gauthier de Saint-Pern ( -1359), évêque.
  - Bertrand I, sire de Ligouyer de Saint-Pern, chevalier, ambassadeur de France en Angleterre[réf. nécessaire], parrain de Bertrand du Guesclin. Il épouse Jeanne Ruffier en 1330.
    - Bertrand II, sire de Ligouyer de Saint-Pern, filleul de Bertrand du Guesclin. Il épouse Catherine, dame héritère de Champalaune
      - Geoffroy de Saint-Pern épouse Jeanne Milon de Ville-Morel.
        - Bertrand III de Saint-Pern, seigneur de Ligouyer et de Champalaune. Il épouse Jeanne de la Houssaye.
          - Jean Ier de Saint-Pern, chevalier, seigneur de ligouyer et de Champalaune. Il épouse en 1475 Isabeau de Lorgeril, dame de Repentigné.
            - Simon de Saint-Pern, décédé vers 1531, Sgr de Saint-Pern, du Ligouyer et de Champalaune. Il épouse Jeanne Le Roy.
              - Judes de Saint-Pern (1520-1595) épouse Renée de La Marzelière.
                - René I de Saint-Pern, Seigneur de Ligouyer, connétable[réf. nécessaire] ( -1602). Il épouse Gabrielle du Parc de Locmaria.
                  - René II de Saint-Pern, Seigneur de Legoyer (1595-1655) épouse Mathurine de Saint-Gilles, dame de la Bouyère en Combourg.
                    - Gabriel de Saint-Pern, Chevalier Sieur de Legoyer (1623-1677) épouse Marie de Forsanz de Gardisseul.
                      - Joseph Hyacinthe de Saint-Pern (1657-1693) épouse Julienne Sainte Boterel.
                        - Pierre Mathurin Bertrand de Saint-Pern, comte de Ligouyer (1687-1725) épouse Marie Françoise Émilie Angélique de Derval, dame héritière de Couellan.
                          - René Célestin Bertrand de Saint-Pern, de La Hardouinaye et Saint-Launeu, comte de Ligouyer et de Couëllan, Seigneur de La Chapelle-Blanche, de La Ville-Ernoul, de Rougeul, de Merdrignac et de La Ville-Geffroy (1716-1795). Il épouse Marie Philippe de L'Ollivier de Saint-Maur.
                            - Bertrand Auguste de Saint-Pern (1742-1812) épouse Françoise Marie Jeanne Magon de La Balüe, fille de Jean-Baptiste Magon de La Balue.
                              - Amélie Laurence Marie Céleste de Saint-Pern (1773-1858)  Mariée le 28 avril 1788 avec Toussaint François Joseph de Cornulier (1771-1793)
                                - Marie Camille Albertine de Cornulier (1791-1877) Mariée le 1er février 1815 avec Jean Louis Marie Bertrand de Saint-Pern (1788-1861) (voir postérité ci-dessous)

                              - Bertrand de Saint-Pern (1777-1793)

                            - Anasthase Joseph de Saint-Pern (1760- ) épouse Marie Marguerite Louis Jacques Longvilliers de Poincy
                              - Joseph de Saint-Pern-Couellan (1793-1839), homme politique.

                        - Judes Vincent de Saint-Pern, marquis de Champalaune et de Saint-Pern (1692-1761), officier général.

                    - Jeanne de Saint-Pern Mariée avec Claude,seigneur de Brondineuf de Derval, dont postérité
                    - Jean,seigneur de la Tour de Saint-Pern (1633-1677), Marié le 19 février 1658 avec Marguerite Henry, dame de Lisle 1629-1660
                      - Gabriel de Saint-Pern (1659-1709) Marié le 24 janvier 1683 avec Marguerite d'Andigné (1668-1714)
                        - François de Saint-Pern (1687-1736) marié avec Françoise Rodolphine Chéreil de La Rivière (1694-1765)
                          - Jean François Bertrand de Saint-Pern (1730-1797) marié le 19 novembre 1759, avec Marie Eulalie de Derval (1736-1803)
                            - Mathurin de Saint-Pern (1764-1793) marié le 19 juin 1787 avec Marie Pauline Sainte de Cornulier (1769-1788)
                              - Jean Louis Marie Bertrand de Saint-Pern (1788-1861) épouse Marie Camille Albertine de Cornulier (1791-1877), petite-fille de Bertrand Auguste de Saint-Pern (1742-1812) et de Françoise Marie Jeanne Magon de La Balüe
                                - Raoul Bertrand Jean Camille de Saint-Pern (1817-1885) épouse Henriette Siméonne Stylite de La Tullaye.
                                  - Henri de Saint-Pern (1843-1890) épouse Sophie de la Sophie Espivent de La Villesboisnet (1847-1917), fille de Pierre Espivent de La Villesboisnet et d'Appoline-Nathalie Papiau de La Verrie, elle-même fille de l'homme politique Anselme François René Papiau de La Verrie (1770-1856), homme politique, et d'Aimée Gaudin du Plessis.
                                    - Henri de Saint-Pern (1874-1945) épouse Gabrielle de Robien (1882-1939).
                                      - Marie-Thérèse de Saint-Pern (1911-1928), sans postérité
                                      - Marguerite de Saint-Pern (1914-1930), sans postérité
                                      - Henri-Jean de Saint-Pern (1915-1984), marié avec Monique Artur de La Villarmois (1921-2021), dont postérité
                                      - Elisabeth de Saint-Pern (1917-2007), mariée avec Gaël de Poulpiquet du Halgouët (1912-1997), sans postérité
                                      - Pierre de Saint-Pern (1919-2007), marié avec Marie-Alix du Plessis d'Argentré (1924-2012), dont postérité
                                      - Thibault de Saint-Pern (1921-1993[4]) épouse Monique Pourroy de Lauberivière de Quinsonas (1923-2018[5]).
                                        - Maxime de Saint-Pern (1949), prêtre catholique de la Mission de France, ordonné en 1980 après une vie professionnelle dans les assurances[6],[7].

## Personnalités
- Gauthier de Saint-Pern ( -1359), évêque de Vannes de 1347 à 1359
- Judes Vincent de Saint-Pern (1692-1761), officier général[réf. nécessaire]
- Joseph de Saint-Pern-Couellan (1793-1839), maire de Dinan (1830-1835), conseiller général (1833-1839), député des Côtes-d'Armor (1835-1839)
- Henri de Saint-Pern (1874-1945), conseiller municipal de Tiercé (à partir de 1919), conseiller général (1928-1940), député de Maine-et-Loire (1936-1942)

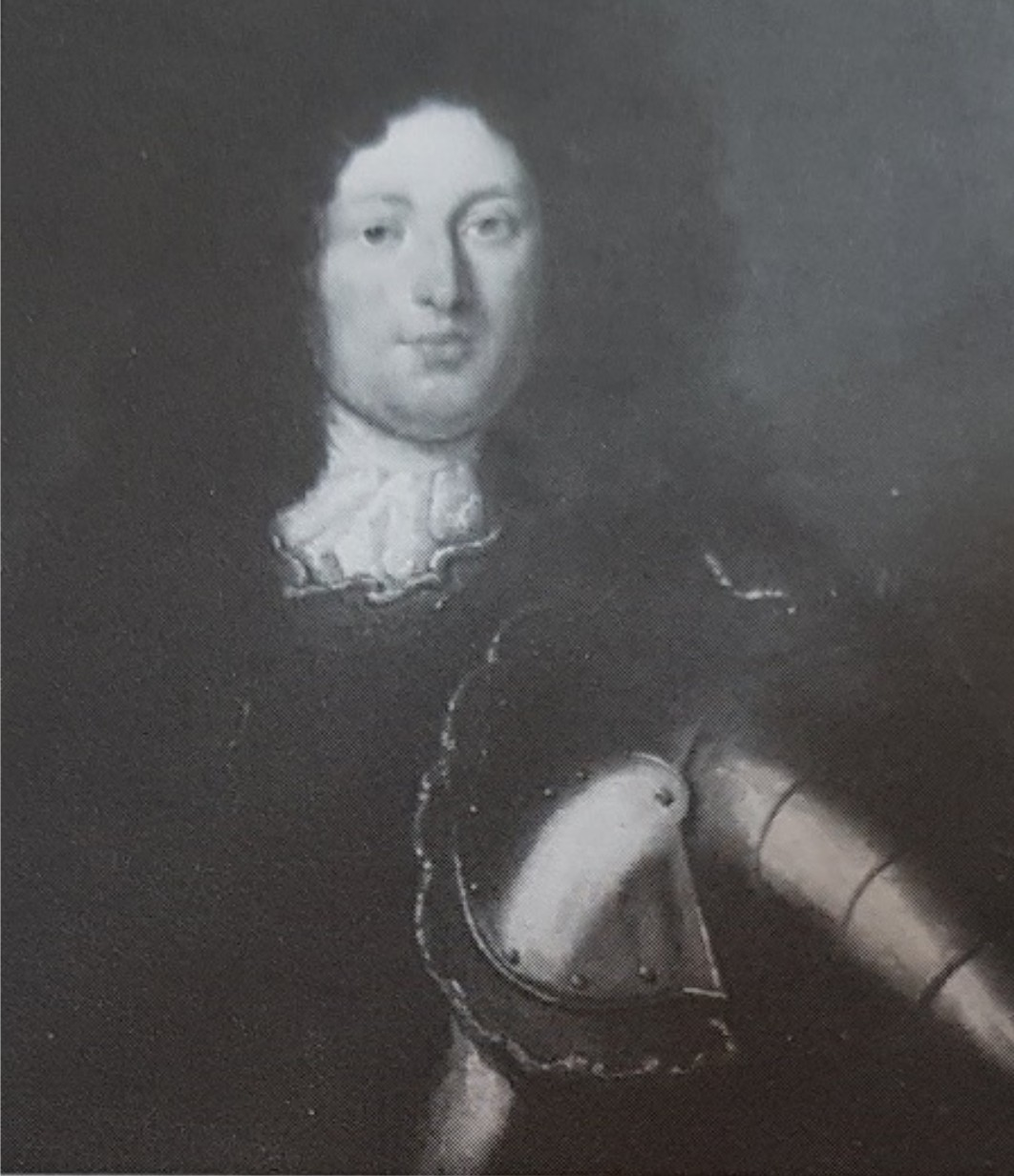
Joseph Hyacinthe de Saint-Pern (1657-1693)
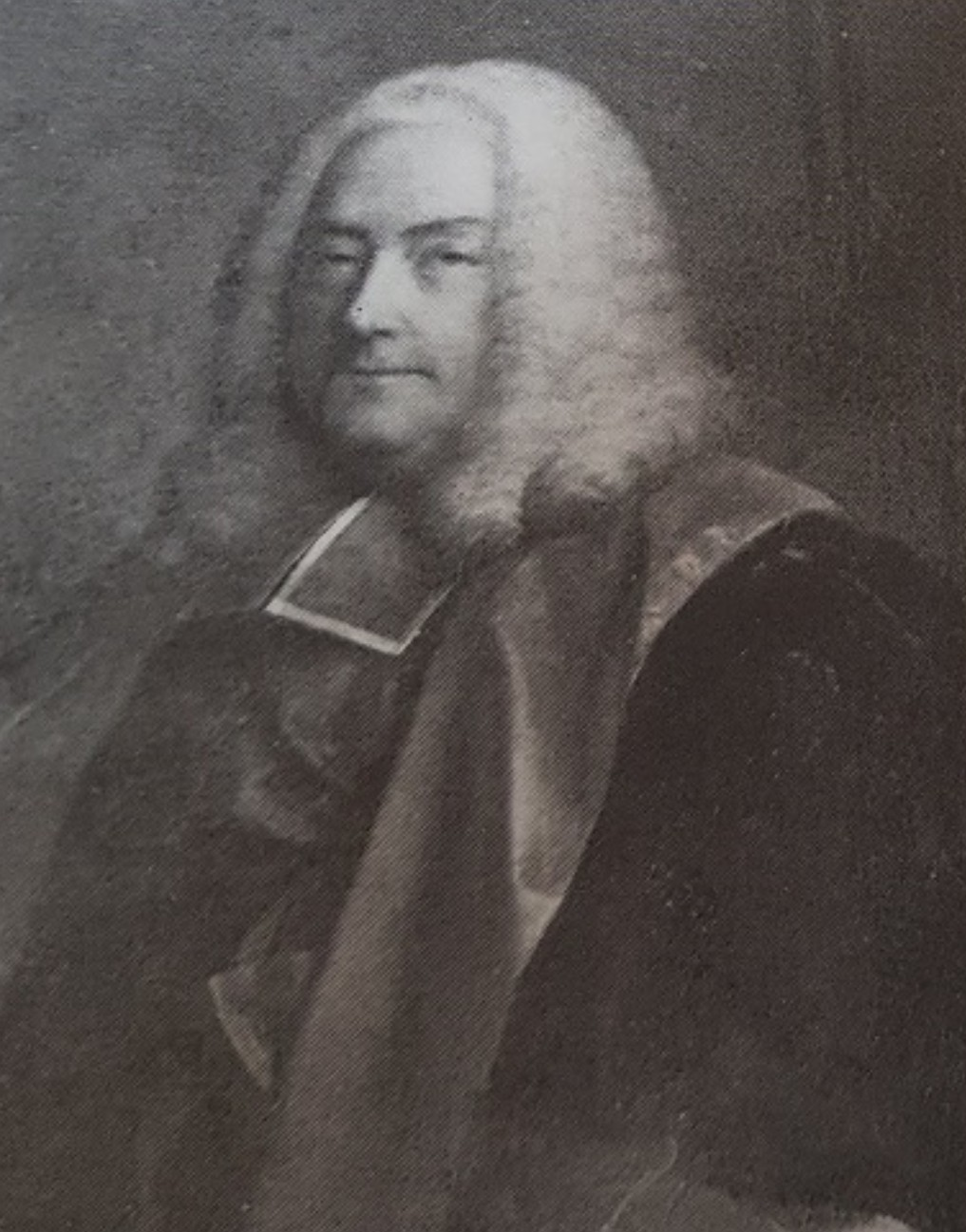
Bertrand de Saint-Pern (1687-1725).
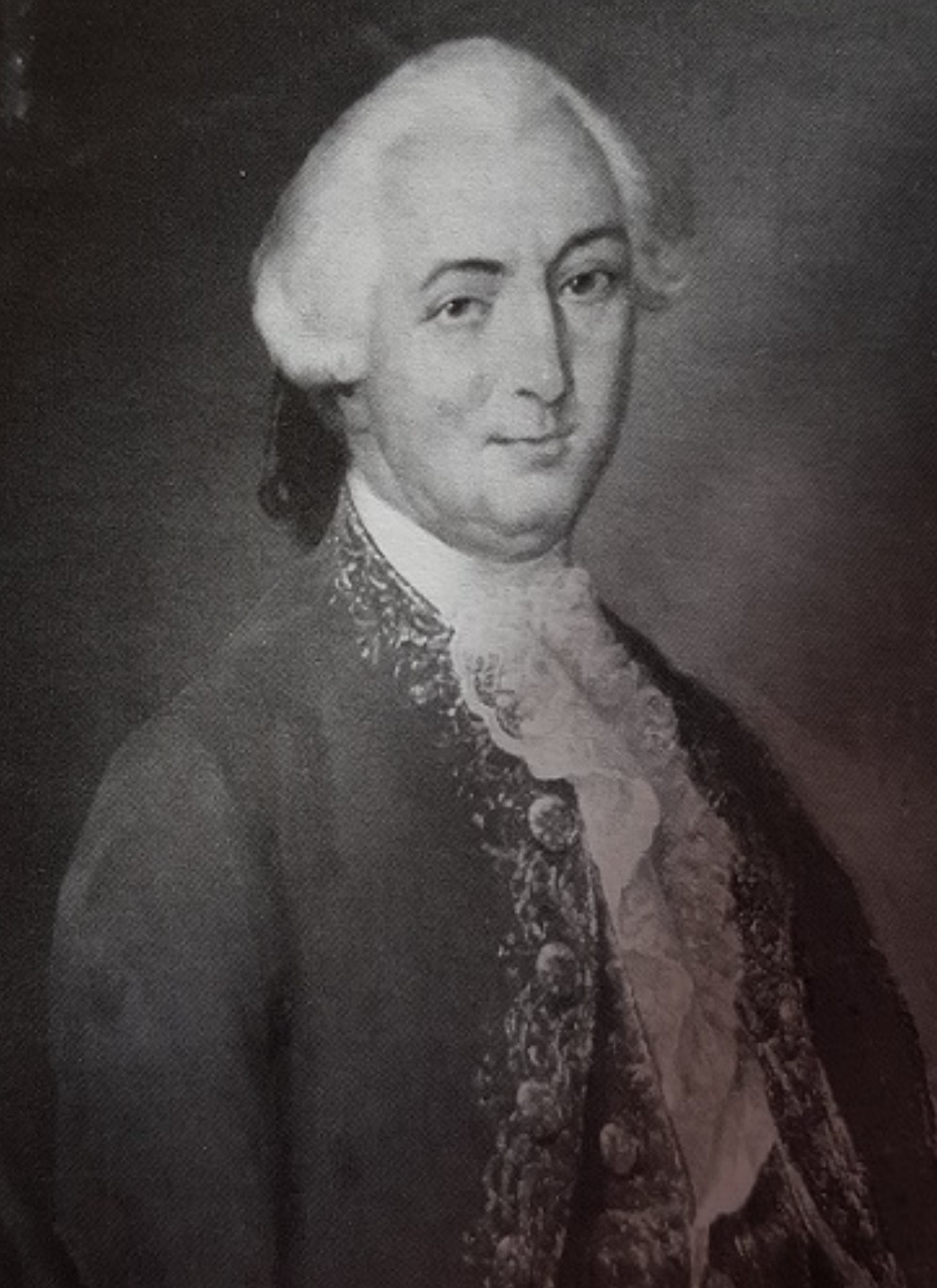
René Célestin de Saint-Pern (1716-1794)
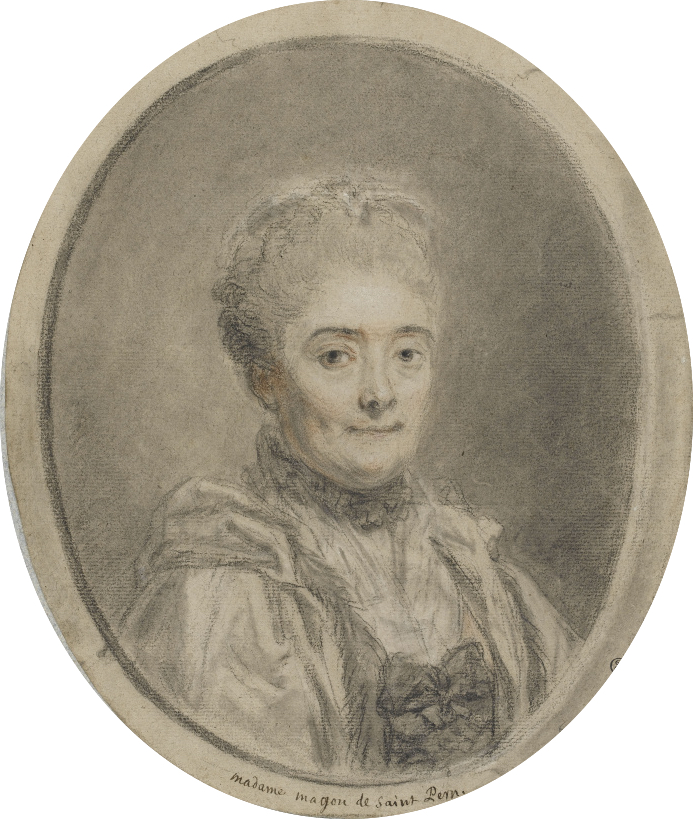
Françoise Marie Jeanne de Saint-Pern (1746-1794)
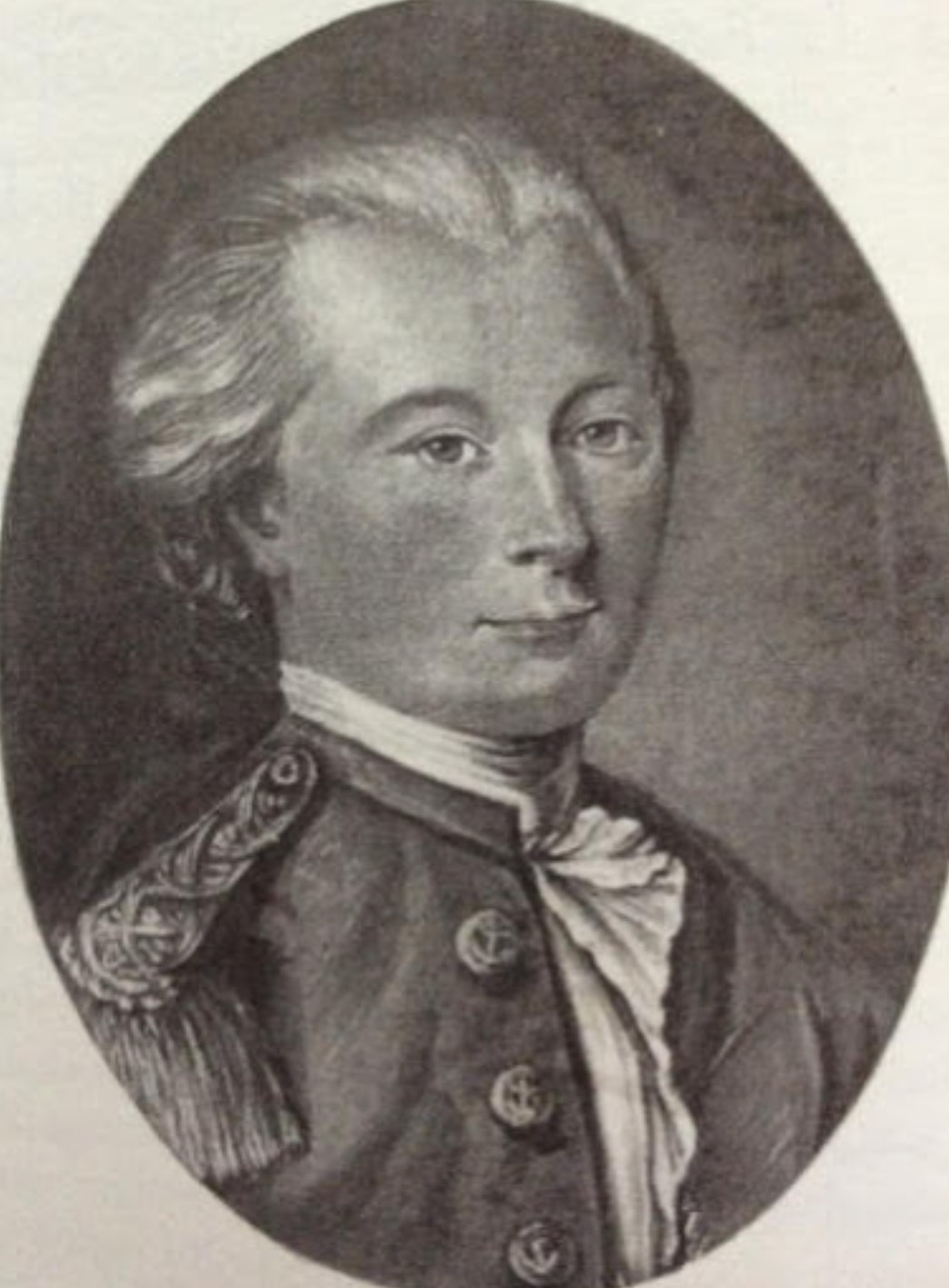
Philippe Vincent de Saint-Pern (1753-1834)
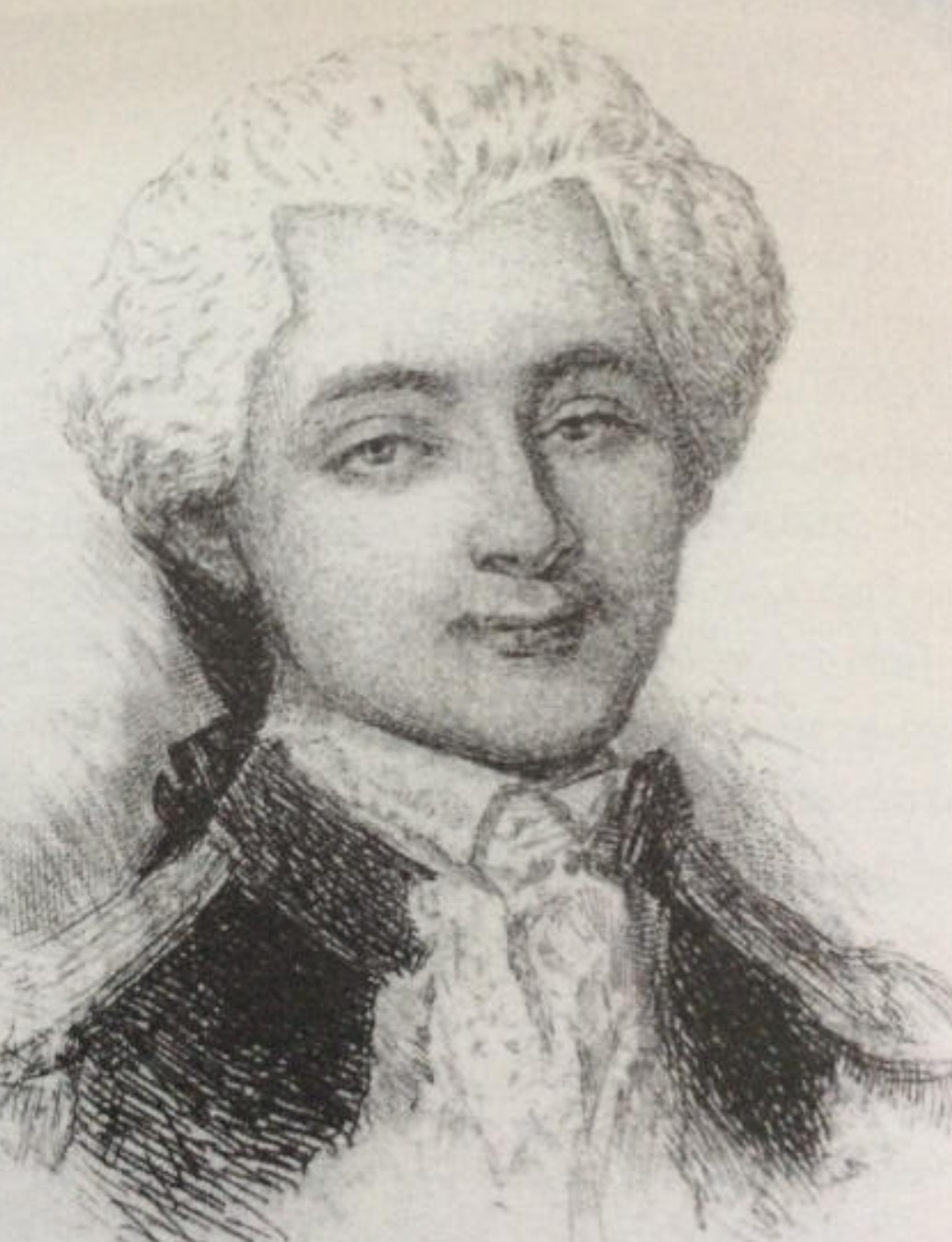
Anastase Joseph de Saint-Pern (1760-1794)
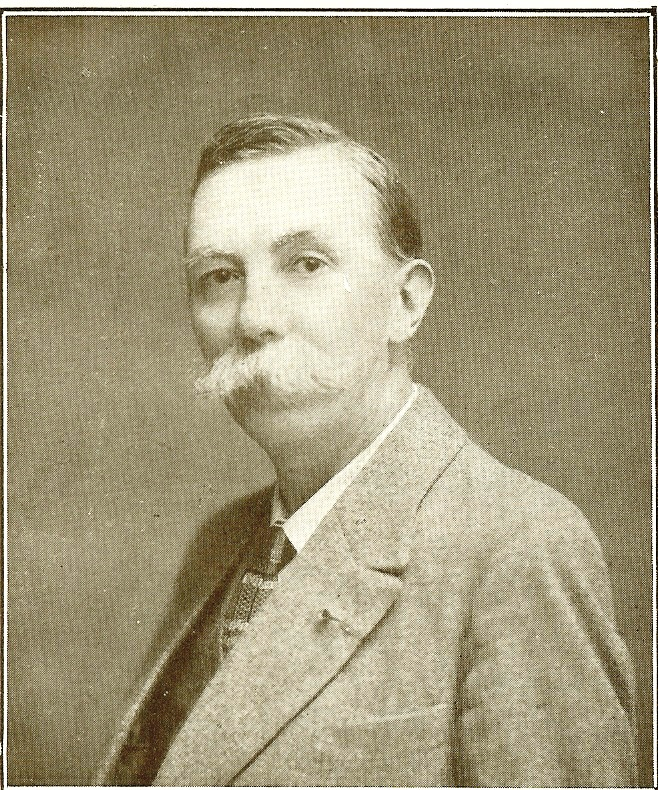
Henri de Saint-Pern

## Demeures & châteaux
- Hôtel Saint-Pern, à Nantes

## Armes
Les armes de la famille sont D’azur à dix billettes vidées d’argent quatre, trois, deux et une.

## Pour approfondir